# Dryadorchis
Dryadorchis es un género que tiene asignadas cinco especies de orquídeas. Es originario de Nueva Guinea.

## Taxonomía
El género fue descrito por Rudolf Schlechter y publicado en Repertorium Specierum Novarum Regni Vegetabilis, Beihefte 1: 976. 1913.

## Especies deDryadorchis
- Dryadorchis barbellata Schltr., Repert. Spec. Nov. Regni Veg. Beih. 1: 976 (1913).
- Dryadorchis dasystele Schuit. & de Vogel, J. Orchideenfr. 11: 209 (2004).
- Dryadorchis huliorum (Schuit.) Christenson & Schuit., Blumea 40: 423 (1995).
- Dryadorchis minor Schltr., Repert. Spec. Nov. Regni Veg. Beih. 1: 977 (1913).
- Dryadorchis singularis (J.J.Sm.) Christenson & Schuit., Blumea 40: 424 (1995).[1]